# راهکار یک شیشه‌ای
راهکار یک شیشه‌ای (به انگلیسی: One Glass Solution) (اختصاری OGS) یک فناوری صفحه‌نمایش‌لمسی است که ضخامت نمایشگر را با حذف یکی از لایه‌های شیشه از پشته صفحه‌نمایش لمسی خازنی مرسوم کاهش می‌دهد. ایده اصلی این است که شیشه ماژول لمسی را با یک لایه نازک از مواد عایق‌بندی جایگزین کنند. به‌طور کلی دو راه برای رسیدن به این هدف وجود دارد:
یکی از رویکردهای اوجیی‌اس «حسگر-روی-لنز» (همچنین به عنوان «لمس-روی-لنز» یا «حسگر-روی-شیشه» شناخته می‌شود) نامیده می‌شود که در این مورد «عدسی» به لایه شیشه پوششی اشاره دارد. در مرحله بعد، لایه ای از اکسید قلع ایندیم (ITO) به شکل الگویی در پشت شیشه پوشانده می‌شود تا الکترودهایی برای حس لمسی ایجاد کند. یک لایه عایق نازک قبل از اینکه لایه دوم آی‌تی‌او به شکل الگویی که الکترودهایی را در زوایای قائم به لایه اول قرار می‌دهد، قرار گیرد، اعمال می‌شود. سپس مجموعه روی یک پنل ال‌سی‌دی استاندارد لمینت می‌شود.
روش دوم صفحه نمایش لمسی خازنی «روی-سلول» نامیده می‌شود که سلول به ال‌سی‌دی اشاره دارد. در این فرایند، یک لایه رسانا از آی‌تی‌او به صورت یک الگوی الکترودی مستقیماً بر روی لایه بالایی شیشه در پانل ال‌سی‌دی قرار می‌گیرد. یک لایه عایق نازک قبل از اینکه لایه دوم آی‌تی‌او به صورت الگویی که الکترودهایی در زوایای قائم به لایه اول نشانده می‌شود، اعمال می‌شود. درنهایت، یک لایه قطبنده در بالا اعمال می‌شود و صفحه‌نمایش با افزودن شیشه پوششی کامل می‌شود.